# Nagykőrös
Nagykőrös est une ville hongroise située dans le comitat de Pest.
La conserverie française Bonduelle possède une unité de fabrication à Nagykőrös.

## Géographie
La ville est située à environ 80 kilomètres au sud-est de Budapest, à mi-chemin entre Cegléd et Kecskemét. Elle se trouve sur l'Alföld, sur la crête de sable entre le Danube et la Tisza.
La ville est couverte d'environ 35% de forêts de chêne, peuplier, acacia et frêne. Le nom de la ville vient de ce dernier.

## Histoire
Le territoire est habité depuis l'âge de pierre.
Son nom a d'abord été mentionné dans une charte en 1266 comme Kalanguerusy (Kalánkőröse). À cette époque, c'était la forêt du clan Bor-Kalán. Puis dans une confirmation papale de 1276 comme ``Qenrus. Il est ensuite cité 'Keurus', déjà répertorié comme village.
La ville et ses environs appartenaient au clan Bár–Kalán après la conquête.
L'invasion tatare a détruit la plupart des petits villages à la frontière de Nagykőrös.
Son nom est mentionné dans un certificat délivré par le roi Béla, en 1266.
En 1307, le roi Károly de Hongrie régnait sur la ville.
Pendant la domination turque, c'était une ville Khás, ce qui lui a valu d'être épargnée par la destruction turque.
La réforme est arrivée très vite. C'est alors que le lycée est fondé.
Nagykőrös jouit d'une relative autonomie au XVIIIe siècle.
Dans les années 1820, le bourg achète son autonomie et devient une ville libre.

## Galerie

Vues aériennes
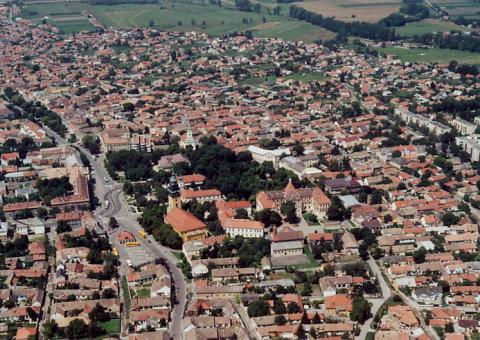
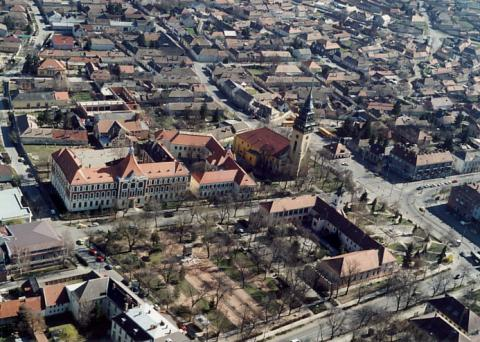

## Jumelages
- Espelkamp (Allemagne)
- Le Muy (France)
- Haaksbergen (Pays-Bas)
- Castrocaro Terme e Terra del Sole (Italie)
- Salonta (Roumanie)
- Thoune (Suisse)